# Christian Lara (Fußballspieler)
Christian Rolando Lara Anangono (* 27. April 1980 in Quito) ist ein ecuadorianischer ehemaliger Fußballspieler.
Laras Eltern stammen aus dem Chota-Tal nördlich von Quito und ließen sich in der Kooperative Mena del Hierro im höhergelegenen, ärmeren Teil des nördlichen Quito nieder. Lara kam 1994 in die Jugend des dem ecuadorianischen Militär gehörenden Vereins CD El Nacional, für den er im Jahr 2000 erstmals in der ersten ecuadorianischen Liga antrat.
Der offensive Mittelfeldspieler spielte bis August 2006 bei El Nacional und bestritt bis zum 13. August 2006 insgesamt 211 Erstligaspiele in Ecuador. Im August 2006 wechselte er zu Al Wakrah nach Katar. Im Januar 2007 kehrte er nach Quito zurück und spielt nun für LDU Quito. In der Saison 2007 kam er bis zum 29. September auf 31 Einsätze. Er war dort als Mittelfeldspieler erfolgreichster Torschütze der Hauptsaison gemeinsam mit dem Argentinier Daniel Neculman. In der Endrunde errang er mit seiner Mannschaft den ecuadorianischen Meistertitel. Zur Saison 2008 wechselt er zu Barcelona SC Guayaquil, ab der Saison 2009 spielte er für Deportivo Pereira in Kolumbien, welchen er im Sommer 2009 wieder verließ und zu LDU Quito zurückkehrte.
Lara spielte von 2002 bis 2008 insgesamt 28 mal im ecuadorianischen Fußballnationalteam. Er stand im Aufgebot Ecuadors bei der Fußball-Weltmeisterschaft 2006 in Deutschland und war mit 162 cm der kleinste Spieler des Turniers.

## Erfolge
- Ecuadorianischer Meister: 2005 (Clausura-Saison), 2007, 2010
- Copa Sudamericana-Sieger: 2009
- Recopa Sudamericana-Sieger: 2009, 2010

- Teilnahme an der Fußball-Weltmeisterschaft 2006 in Deutschland
- Torschützenkönig der ersten ecuadorianischen Liga in der Hauptsaison 2007